# 2015年金砖国家峰会
2015年金砖国家峰会，也称第七屆金磚國家峰會，是指2015年7月8至9日，在俄羅斯巴什科爾托斯坦共和國的首府烏法所舉辦的峰會，有巴西、俄羅斯、印度、中華人民共和國、南非的國家元首或領導人參加。
乌法金砖国家峰会同乌法上合组织峰会同时进行。

## 与会领导人

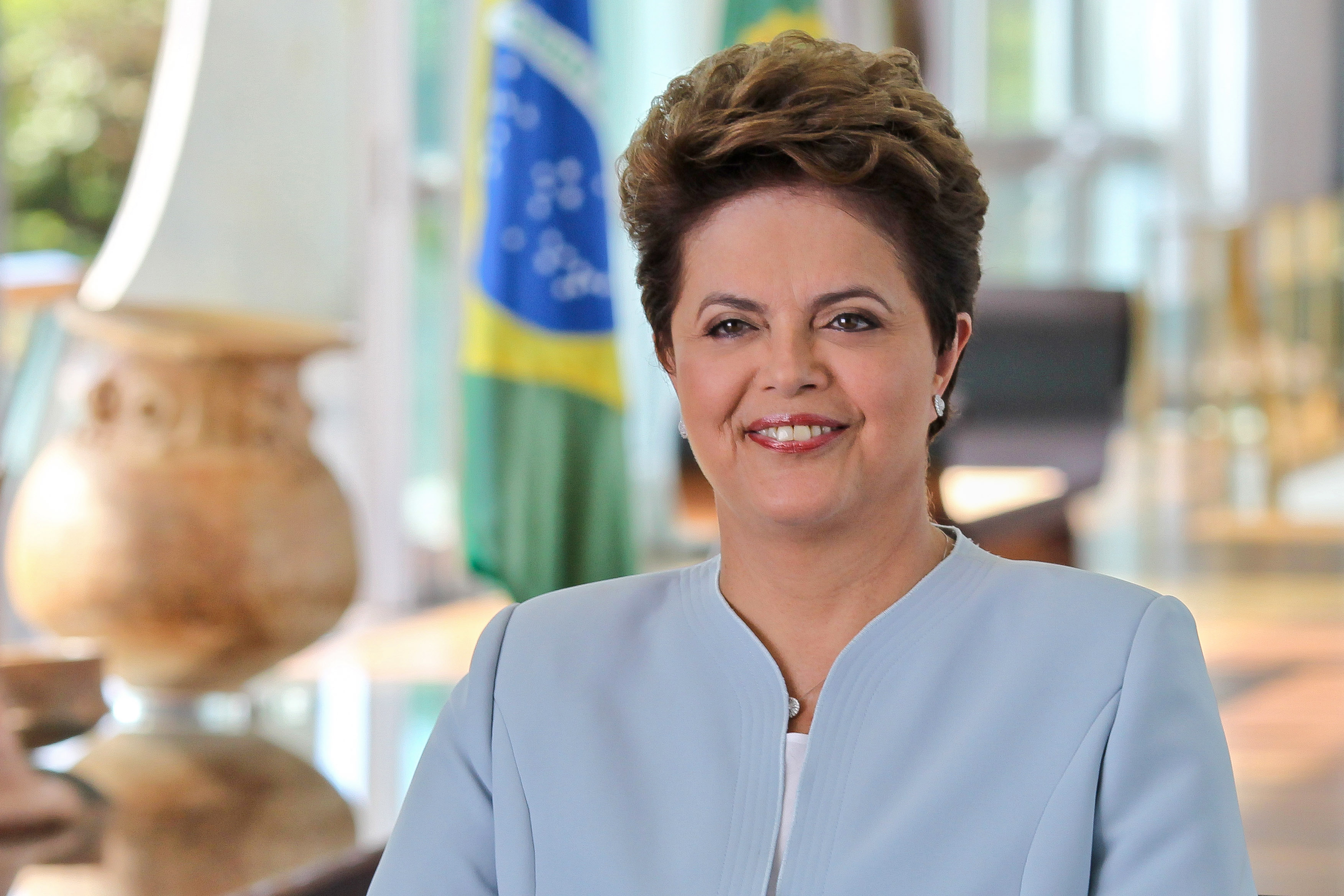
Brazil 迪尔玛·罗塞夫，总统
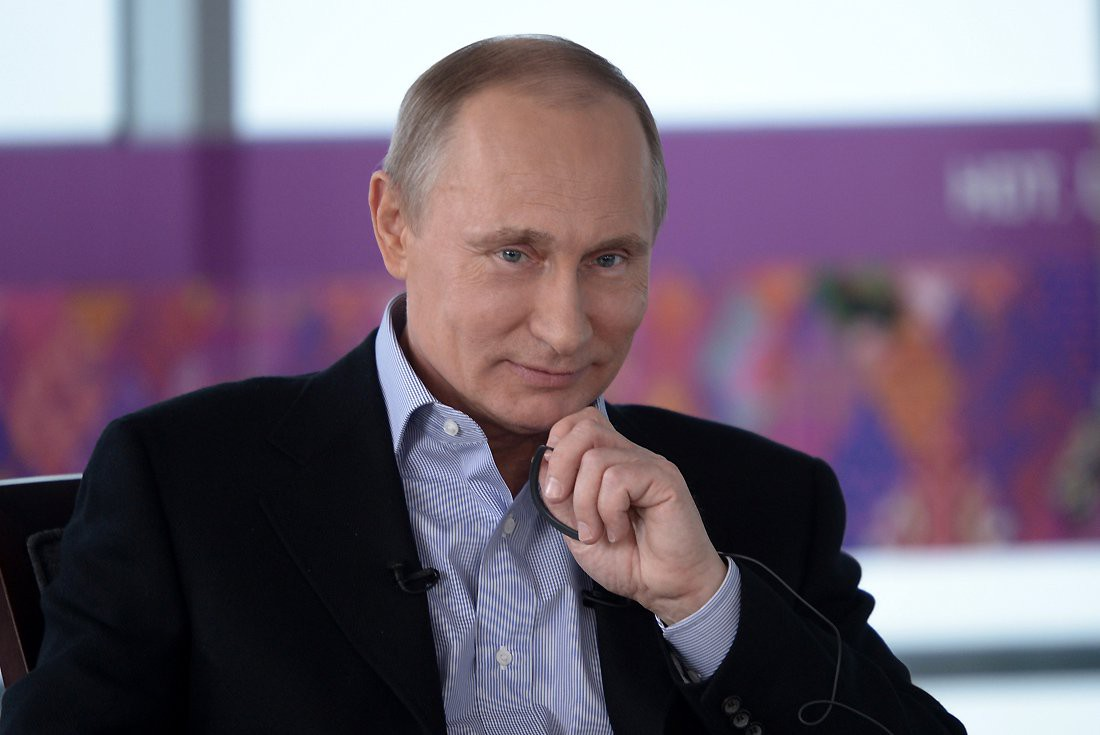
Russia 弗拉基米尔·普京，总统
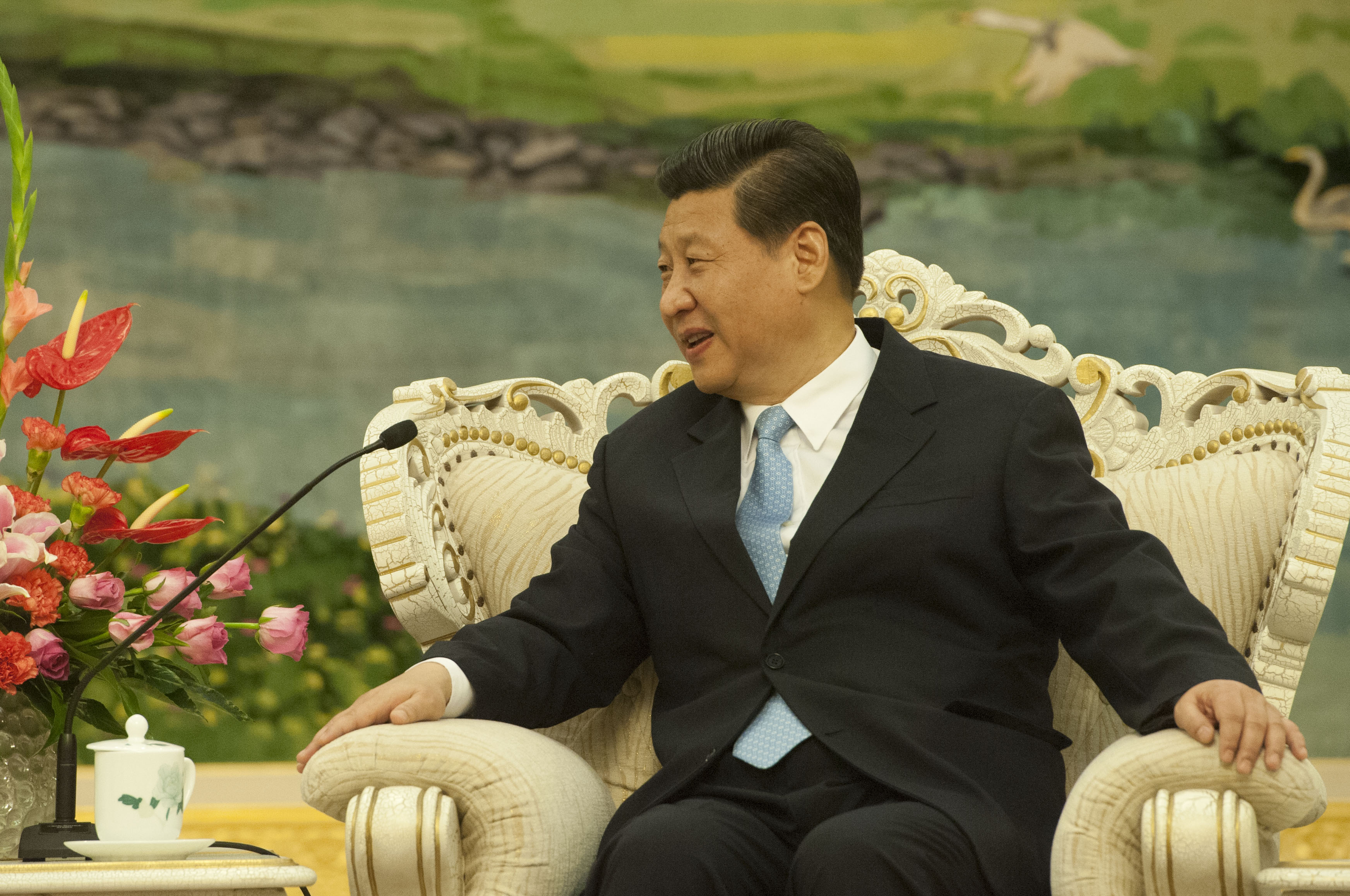
China 习近平，主席
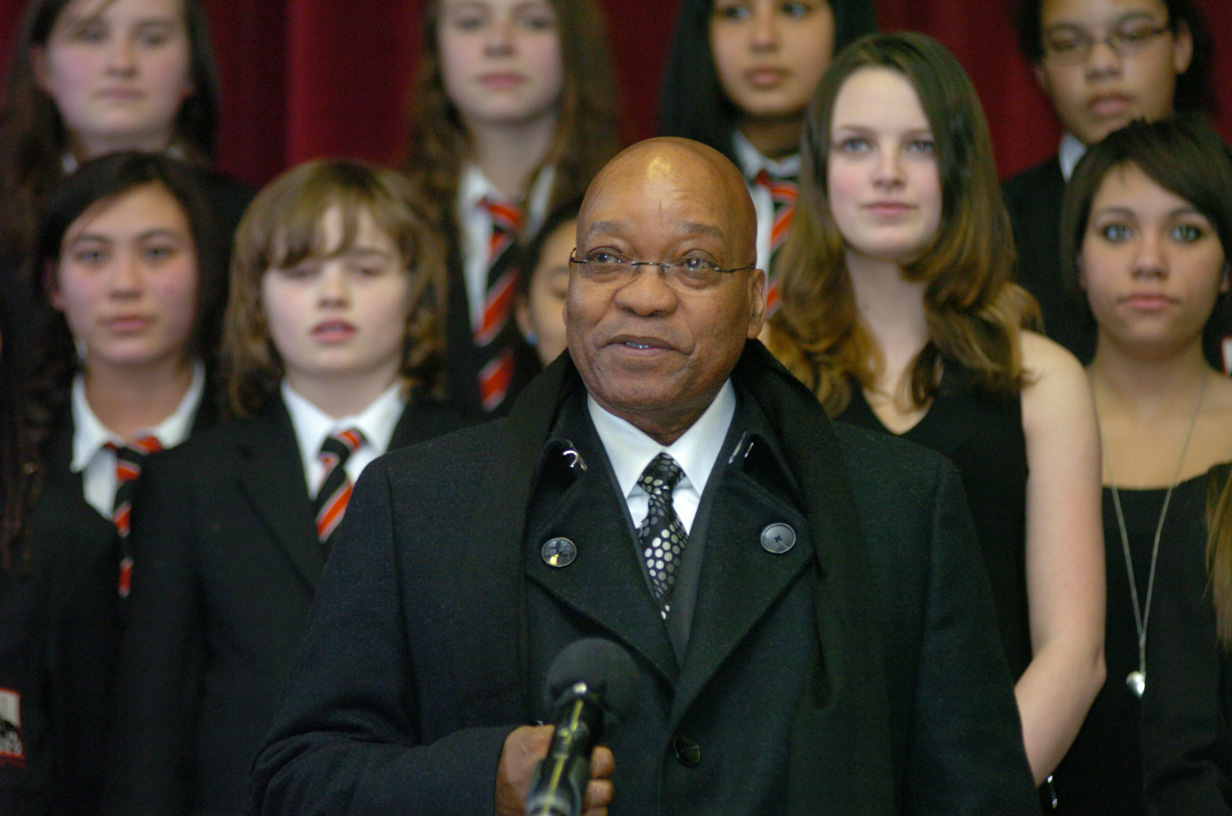
South Africa 雅各布·祖马, 总统

- 巴西
迪尔玛·罗塞夫，总统[7]
- 俄羅斯
弗拉基米尔·普京，总统[7][8]
- 中國
习近平，主席[7][9]
- 南非
雅各布·祖马, 总统[7]

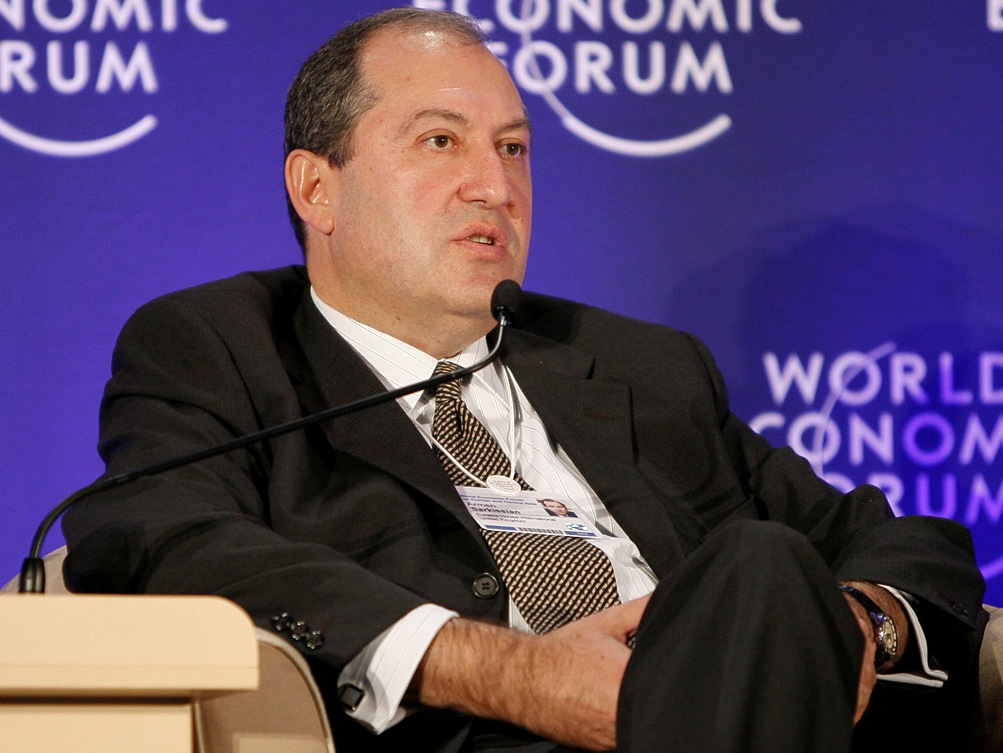
亞美尼亞 阿尔缅·萨尔基相,亚美尼亚总统
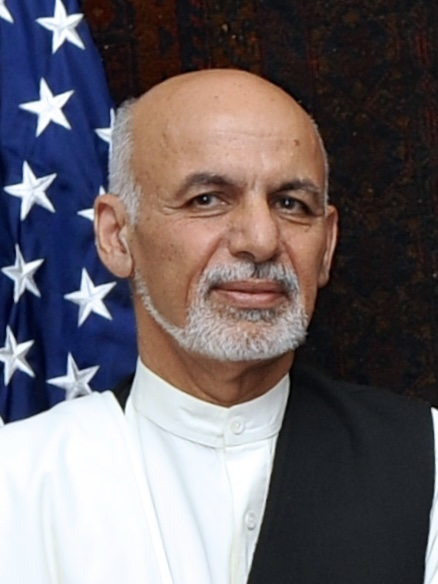
阿富汗 加尼,阿富汗总统
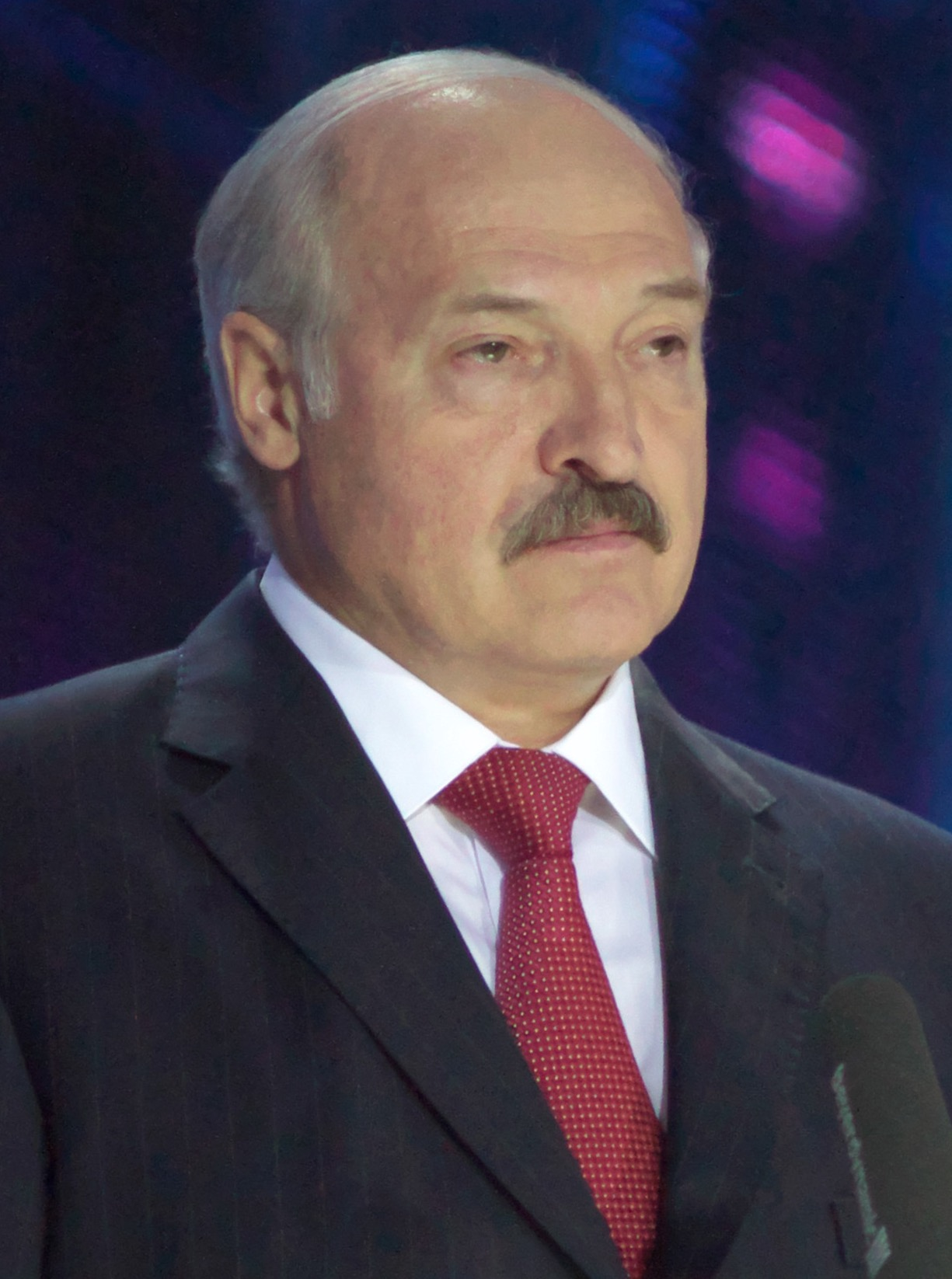
白俄羅斯 卢卡申科白俄罗斯总统、
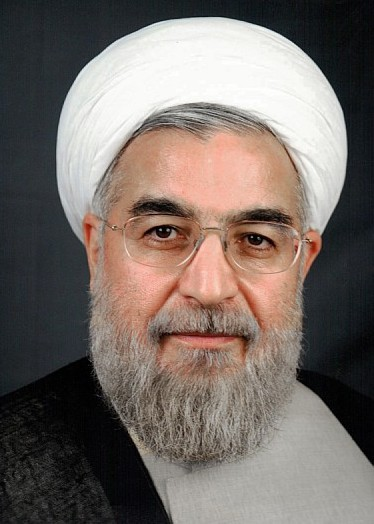
伊朗 鲁哈尼伊朗总统、
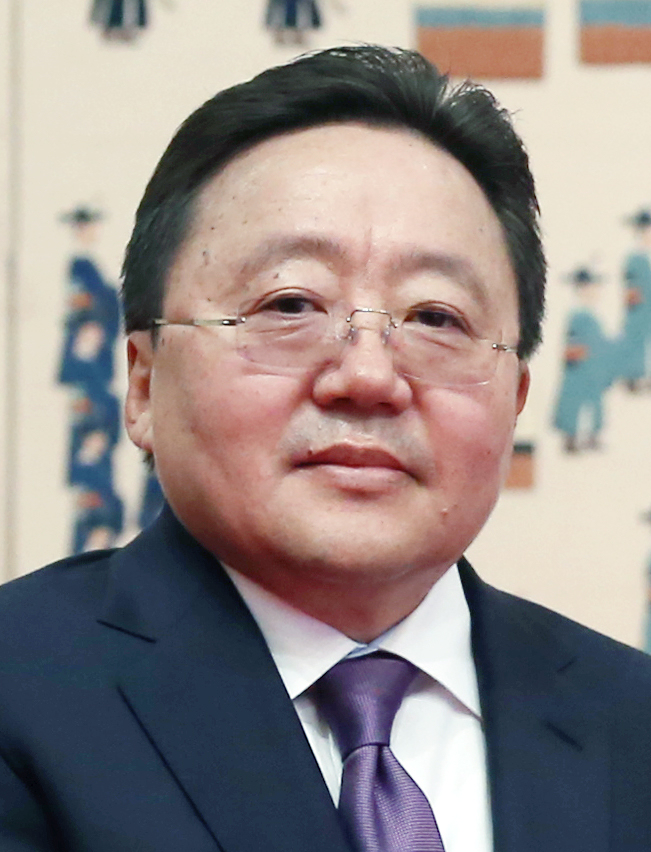
蒙古国 额勒贝格道尔吉蒙古国总统
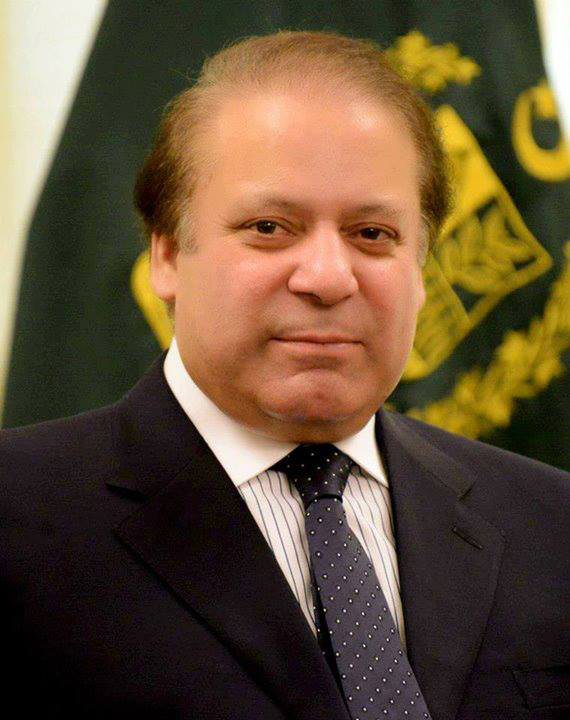
巴基斯坦 谢里夫巴基斯坦总理
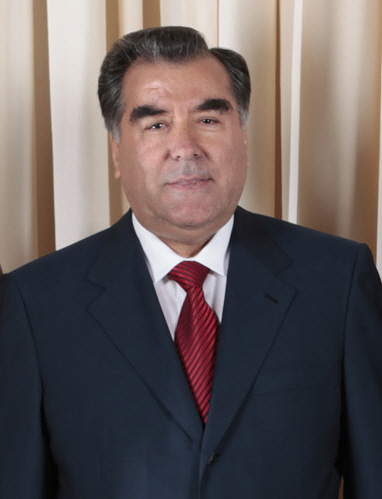
拉赫蒙塔吉克斯坦总统
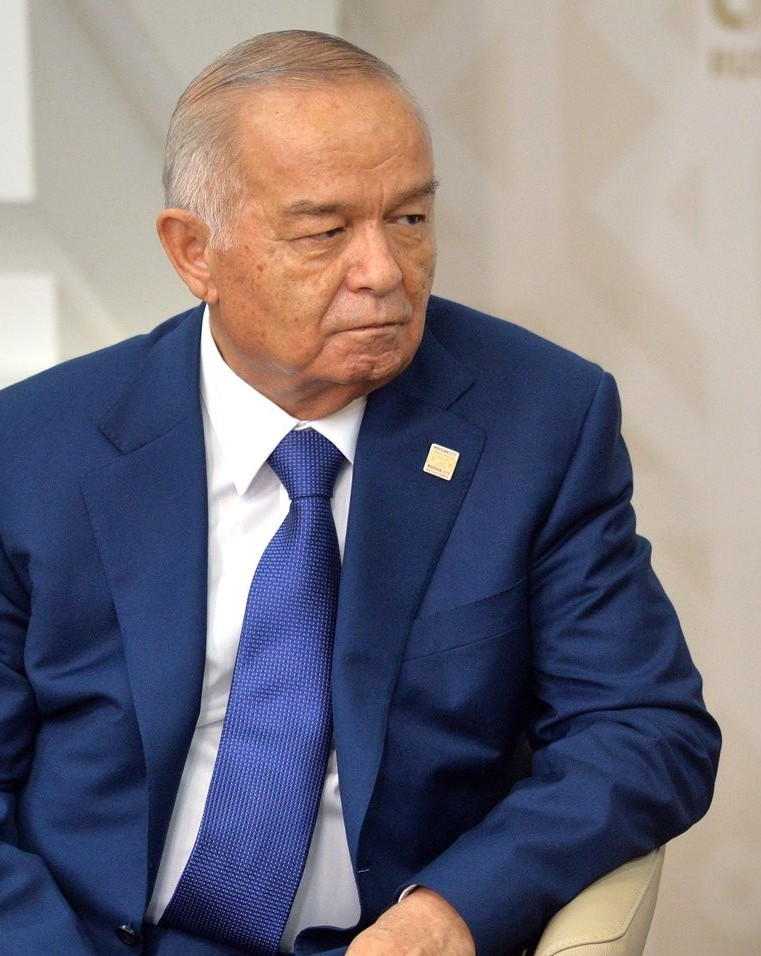
卡里莫夫乌兹别克斯坦总统

## 外部連結
- （英文）（俄文）（简体中文）官方網站（页面存档备份，存于）